# 10447 Bloembergen
10447 Bloembergen eller 3357 T-3 är en asteroid i huvudbältet som upptäcktes den 16 oktober 1977 av den nederländsk-amerikanske astronomen Tom Gehrels och det nederländska astronomparet Ingrid van Houten-Groeneveld och Cornelis Johannes van Houten vid Palomarobservatoriet. Den är uppkallad efter nobelpristagaren Nicolaas Bloembergen.
Den tillhör asteroidgruppen Koronis.